# Bucy-le-Roi
Bucy-le-Roi település Franciaországban, Loiret megyében. Lakosainak száma 177 fő (2022. január 1.). Bucy-le-Roi Artenay, Chevilly, Saint-Lyé-la-Forêt és Trinay községekkel határos.

## Népesség
A település népességének változása:
| Lakosok száma | 137  | 127  | 156  | 185  | 181  | 171  | 171  | 176  | 178  | 177  |
|               | 1968 | 1982 | 1990 | 2006 | 2013 | 2015 | 2017 | 2019 | 2020 | 2022 |